# ماعت
ماعَت (Maʽat) مفهومی نظیر فر ایزدی در مصر باستان بود. بنا بر این مفهوم، فرعون از حق الهی برای فرمانروایی برخوردار است و برای نگه داشتن این حق و مشروعیت باید دادگر باشد،
ایزدبانوی نماد این مفهوم نیز ماعت نام داشت. او ایزدبانوی راستی، درستی و داوری، و نمادی از نظام‌مندی جاودان در جهان برای مصریان بوده‌است. او در سر خود پر یک شترمرغ داشت.
در باور مصریان باستان ماعت اساس زندگی دنیا و ضامن رستگاری در آخرت بود. ماعت یا تأیید الهی، فرمانروا را قادر می‌سازد تا کارهای خارق‌العاده‌ای از جمله تأمین آب در سرزمین خشک، ایجاد نیروی حیات و رشد در گیاهان و توانایی زنده کردن مردگان را انجام دهد. بنا بر مفهوم ماعت، فرعونی که عادل بوده‌است، یعنی فرعونی که برای مردمش کار فراهم کرده و وضع موجود را نامتعادل نکرده‌است، پس از مرگش اوزیریس می‌شود. فرعون با ایجاد رفاه برای رعایای خود در زمان حیات و کمک به آن‌ها به هنگام رستاخیز، دنیا و آخرت رعایا را بهبود می‌بخشید.
مفهوم ماعت با هدف مصری‌ها در زندگی گره خورده بود. برای مثال، فرمانروایان غیرمصری این سرزمین، به‌ویژه نوبی‌ها و ایرانی‌ها، چاره‌ای جز ایجاد فضایی نداشتند که در آن رعایای جدیدشان بتوانند زندگی هدفمندی داشته باشند. این امر بدون توانایی این حاکمان برای اثبات به مصریان که تغییر حکومت بر ماعت تأثیری ندارد، اتفاق نمی‌افتاد. به عبارت دیگر، آن‌ها باید به رعایای مصری خود اطمینان می‌دادند که فرعون‌های نوبی و ایرانی می‌توانند مانند فراعنه مصر، الهی باشند و بنابراین، نامزدهای خوبی برای تبدیل شدن به اوزیریس باشند.

## ریشهٔ تاریخی
در یکی از دست نوشته‌های بدست آمده از خدای ماعت چنین نوشته شده‌ است:
کلام تو (خدای رع) کلام ماعت است و خداوند بر روی لبان تو نشسته‌است.

## نمادشناسی

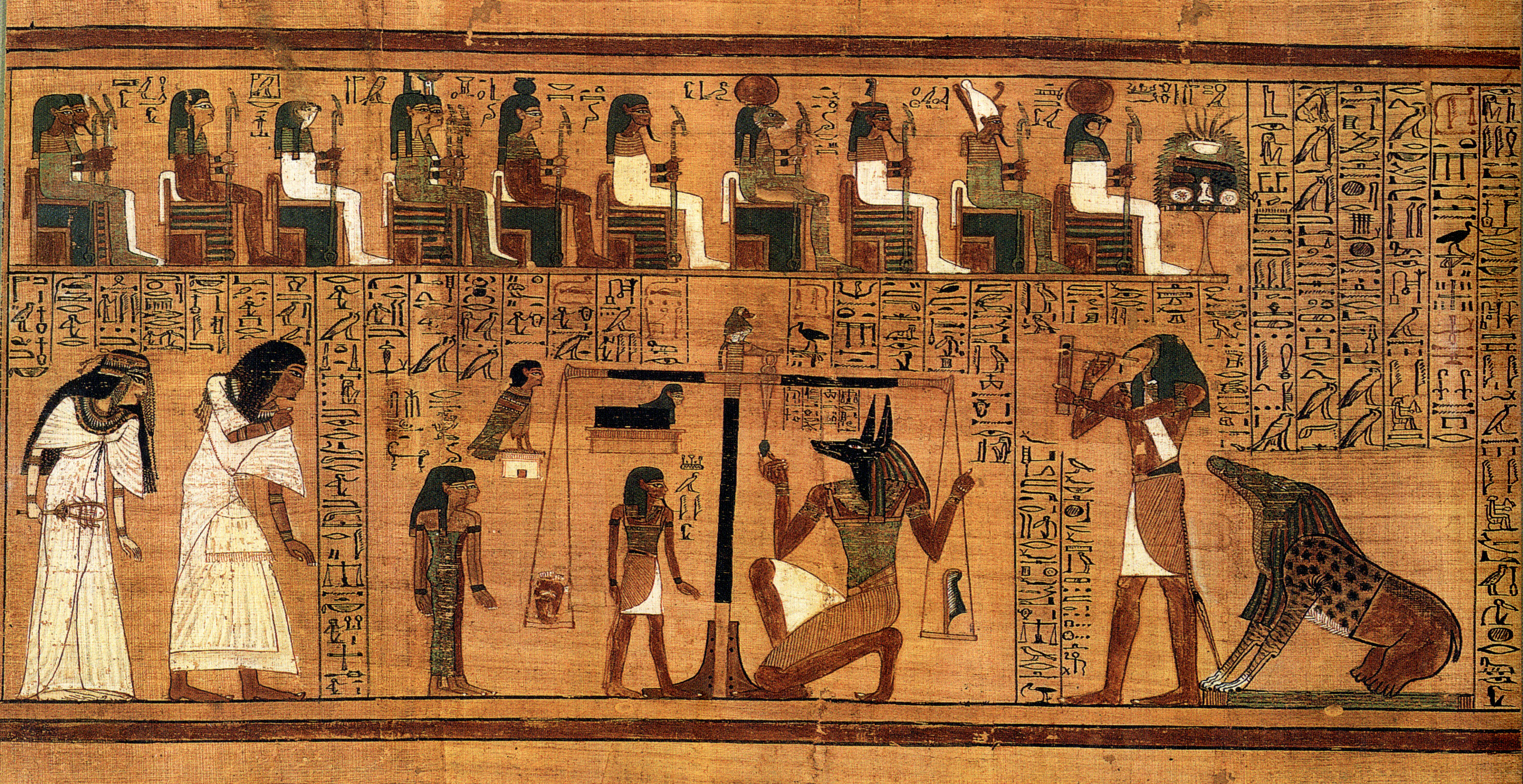
نگاره‌ای در کتاب مردگان از جنس پاپیروس، که نشان می‌دهد قلب یک مرده را روی یک کفه ترازو می‌گذارند و در کفه دیگر ترازو پر ماعت را قرار می‌دهند؛ اگر قلب از پر سبکتر باشد مرده به بهشت می‌رود و اگر مرده گناهکار باشد قلب از پر سنگین‌تر می‌شود و آموت وی را می‌بلعد.

ماعت را به شکل ایزد بانویی که در زورق خورشیدی رع یا زنی نشسته که بر سر او پری نمایان است به تصویر کشیده‌اند. نماد او پر و ترازویی بر دستان او است.
حتچپسوت شهبانوی دودمان هجدهم مصر، معبدی کوچک نزدیک نیایشگاه مونت در شهر کرنک ساخت.